# Robert David Levin
Robert David Levin (narozený 13. října 1947) je americký klasický pianista, muzikolog a skladatel. Navštěvoval Harvard, kde získal v roce 1968 bakalářský titul Magna Cum Laude s diplomovou prací s názvem „Nedokončená díla W. A. Mozarta“.
Levin po absolvování studia vyučoval na Curtis Institute of Music, State University of New York at Purchase, Hochschule für Musik Freiburg a nakonec na Harvardově univerzitě. Levinova akademická kariéra zahrnovala vedle hudební historie a teorie také výuku a dohled nad koncertní praxí (zejména zahrnujících klávesové nástroje a dirigování, s důrazem na období klasicismu). Levin dokončil nebo zrekonstruoval řadu děl z osmnáctého století, zejména nedokončené skladby Mozarta – včetně jeho Requiem a Velké mše c moll – a Johanna Sebastiana Bacha.

## Nahrávky
- Ludwig van Beethoven. Sonáty pro violoncello. Robert Levin a Steven Isserlis. Hyperion Records Limited
- Ludwig van Beethoven. Klavírní koncerty. Robert Levin a Orchestre Revolutionnaire et Romantique, John Eliot Gardiner. Archiv Produktion
- Wolfgang Amadeus Mozart. Klavírní koncerty K271 & K414. Robert Levin a The Academy of Ancient Music, Christopher Hogwood. Éditions de l'Oiseau-Lyre
- Wolfgang Amadeus Mozart. Klavírní koncerty K453 & K466. Robert Levin a The Academy of Ancient Music, Christopher Hogwood. Éditions de l'Oiseau-Lyre
- Wolfgang Amadeus Mozart. Klavírní koncerty K456 & K459. Robert Levin a The Academy of Ancient Music, Christopher Hogwood. Éditions de l'Oiseau-Lyre
- Joseph Haydn. Poslední 4 klavírní tria: H 15 č. 27-30. Robert Levin, Vera Beths a Anner Bylsma. SC Vivarte Series 53120
- Henri Dutilleux. D'ombre et de silence (klavírní sonáta, preludia atd.). ECM New Series 2105
- Johann Sebastian Bach. Díla pro klávesy. Robert Levin, Trevor Pinnock, Robert Hill, Peter Watchorn, Edward Aldwell, Evgeni Koroliov. Hanssler Classic.
- Franz Schubert. Klavírní sonáty. Robert Levin. Sony Classical.